# FIFA Football 2003
FIFA Fotbal 2003, cunoscut ca FIFA Soccer 2003 în America de Nord, și ca FIFA 2003, este un joc video de fotbal lansat în octombrie și publicat de Electronic Arts la nivel mondial sub numele de EA Sports. Este al zecelea joc din seria FIFA și al șaptelea 3D. 
Grafica a fost îmbunătățită și au fost introduse caracteristici noi față de jocul din anul trecut. Printre acestea se numără modul Championship, asemănător Ligii Campionilor, în care poți juca împotriva a 17 echipe de top din Europa în prorpiile stadioane și cu fani care cântă imnurile și alte cântece dedicate echipei favorite. Reluările sunt redate ca la televizor, cu sigla EA sports și cele ale clubulurilor care apar și pe teren după marcarea unui gol, la fel ca și rezumatele din pauză și de la finalul meciului, precum și o analiză comprehensivă. Una din cea mai așteptată caracteristică a fost „Freestyle Control” care permitea jucătorului să ridice mingea pe picior și să o servească coechipierilor și un sistem de măsurare a distanței pentru loviturile libere. Jucătorii seamănă ceva mai mult cu cei din realitate, fiind introduse și fețele unor jucători ca Thierry Henry și Ronaldinho, precum și scheme specifice lor.
Pe coperta ediției europene și în filmul introductiv al jocului apar Roberto Carlos, Ryan Giggs, și Edgar Davids, reprezentând echipele Brazilia, Manchester United respectiv Juventus. În varianta din SUA Roberto Carlos este înlocuit cu Landon Donovan.

## Coloană sonoră
FIFA Football 2003 a fost primul joc din serie care a folosit melodii din repertoriul EA Trax. Acestea sunt:
- a.mia - „Jumpin' to the Moon (Unexplored Field Mix)”
- Antiloop - „In My Mind” (română În mintea mea)
- Avril Lavigne - "Complicated (Pablo La Rossa Vocal Mix)"
- Bedroom Rockers - „Drivin'”
- Dax Riders - „Real Fonky Time”
- D.O.G. - „Force”
- Idlewild - „You Held the World in Your Arms”
- Kosheen - „Hide U”
- Kosheen - „Pride”
- Ms. Dynamite - „Dy-Na-Mi-Tee”
- Safri Duo - „Played A-Live (The Bongo Song)”
- Sportfreunde Stiller - „Independent”
- Spotrunnaz - „Bigger and Better”
- Timo Maas - „To Get Down (Fatboy Slim Remix)”

## Recenzii
Jocul a primit în general recenzii bune, site-ul Gamespot acordând variantei pentru PC nota 9,1 iar pentru celelalte console 8,6 (calificativul „Grozav”), incluzând variante de PC în lista „Editor's Choise Awards”, listă în care sunt trecute cele mai bune jocuri din fiecare an. IGN consideră că variantele de console sunt mai bune decât cea de PC, acordând celei din urmă nota 7, 8,4 pentru cea de XBOX și 8,8 celei de Gameboy Advance.